# Minjan
Minjan är beteckningen för den samling personer som behövs för att förrätta vissa delar av en judisk gudstjänst, till skillnad från enskild bön. Exempelvis böner som Kaddish, samt Torahläsningen in publicum. En minjan består av minst tio män över 13 års ålder, dvs efter att personen blivit Bar Mitzva enligt den judiska lagen, halacha. Strömningar som reformjudendom och rekonstruktionism anser att kvinnor också kan utgöra en del av minjan.